# Aedes mubiensis
Aedes mubiensis är en tvåvingeart som beskrevs av Luh och Chung Kun Shih 1958. Aedes mubiensis ingår i släktet Aedes och familjen stickmyggor. Inga underarter finns listade i Catalogue of Life.